# روبرت هارلان هنري
روبرت هارلان هنري (بالإنجليزية: Robert Harlan Henry)‏ هو محامي وقاضي وسياسي أمريكي، ولد في 3 أبريل 1953 في شوني في الولايات المتحدة. حزبياً، نشط في الحزب الديمقراطي. وقد انتخب قاضي محكمة الاستئناف الأمريكية للدائرة الاتحادية وانتخب عضو مجلس نواب أوكلاهوما وانتخب Attorney General of Oklahoma ‏.